# Mentakab
Mentakab is een stad in de Maleisische deelstaat Pahang.
Mentakab telt 15.000 inwoners.